# Bzip2
bzip2는 버로우즈-휠러 변환 기반의 압축 알고리즘 및 압축 소프트웨어이다. 줄리안 시워드(Julian Seward)가 개발하였으며 1996년 7월에 0.15 버전을 처음 공개했다. 소프트웨어는 오픈 소스이며, BSD 허가서와 비슷한 라이선스를 갖는다.
bzip2는 gzip와 비슷하게 파일 하나만을 압축하며, 압축한 파일에는 보통 .bz2 확장자가 붙고 따라서 tar와 함께 사용하는 것이 일반적이다.

## 압축 효율
bzip2는 버로우즈-휠러 변환을 써서 자주 반복되는 문자열을 같은 문자열로 변환한 다음 MTF 변환, 허프만 부호화를 차례대로 적용하는 구조이다.
bzip2는 gzip이나 ZIP에 비해 대체로 압축률이 좋지만 비교적 느리다.
bzip2의 이전 버전 bzip은 블록 정렬을 한 다음 산술 부호화를 사용했지만, 특허 문제 때문에 bzip2에서는 이 방식을 쓰지 않는다.

## 같이 보기
- 압축 소프트웨어의 비교
- Tar (파일 포맷)
- Gzip
- Xz